# Pichucalco
Pichucalco es una ciudad mexicana ubicada al norte del estado mexicano de Chiapas, es cabecera municipal, cabecera regional y cabecera federal de la zona norte.
El ser tres veces cabecera coloca a la ciudad de Pichucalco como una de las seis más importantes de estado de Chiapas y la novena ciudad más poblada. Se localiza en el límite de las Montañas del Norte y la Llanura Costera del Golfo. Pichucalco quiere decir, en idioma Zoque, Casa de jabalíes. También le llaman capital de la zona norte y la novia de Chiapas por ser puerta de entrada al estado. Es considerada desde el 25 de abril de 2018 por el congreso del estado la primera ciudad heroica de Chiapas. Como también es considerada una de las ciudades con gran importancia económica, académica y política siendo la novena aglomeración urbana más grande del estado, solo detrás de Tuxtla Gutiérrez, Tapachula, San Cristóbal de las Casas y Comitán.
Cuenta también con una importante actividad económica derivado de la producción de plátano, cacao y ganadería extensa, Pichucalco es una ciudad que califica desde el día 12 de enero de 2025 por la secretaria de turismo como posible Pueblo Mágico para a finales del año 2025 o principios de 2026 junto a los municipios de Ixtacomitán y Chapultenango estando este municipio en lista de espera aprobación y calificación para Pueblo Mágico por la historia de su fundación, por ser ciudad heroica, por invasión extranjera y de mestizos indios Zoques como también por la historia de catástrofe del volcán chichón más conocido (Chichonal) ubicado en los límites de Pichucalco, Chapultenango y Francisco León, Pichucalco cuenta con la reserva natural "Finca Santa Ana" área natural protegida calificando también como reserva de la biosfera y patrimonio de la humanidad, también por sus caudalosos río cuenca hidrocálida conectado al cause del río Grijalva. 
Corredor Turístico Zoque: Un impulso al turismo en el norte de Chiapas  
El Licenciado Jonathan Vidal Quintero, creador y fundador de la reconocida pagina internacional  Radio Mojarra Chiapas, lidera el proyecto Corredor Turístico Zoque, una iniciativa estratégica para el desarrollo turístico, cultural y gastronómico de la región norte del estado de Chiapas.
Este proyecto busca promover y fortalecer la economía local mediante el turismo responsable, resaltando la riqueza natural, las tradiciones y la cultura de los pueblos zoques.
El Corredor Turístico Zoque beneficiará directamente a diversos municipios del norte de Chiapas, generando nuevas oportunidades para las comunidades y preservando la identidad regional.
Con la visión y el compromiso de Jonathan Vidal Quintero, esta iniciativa representa un paso importante para reactivar el turismo y consolidar a Chiapas como un destino cultural y natural de primer nivel.

## Geografía física

### Extensión
Su extensión territorial es de 1078,1 km² los cuales representan el 17,67% de la superficie de la región Norte y 1,42% de la superficie estatal.
Municipio de Francisco León
|                | Norte: Juárez                                                                      |               |
| Oeste: Tabasco |                                                                                    | Este: Tabasco |
|                | Sur: Ixtapangajoya, Ixtacomitán, Chapultenango, Francisco León, Ostuacán, Sunuapa, |               |

### Clima
Su clima es cálido húmedo con lluvias todo el año.

### Vegetación
Es de selva alta.

### Hidrografía
Cuenta con una extensa red hidrográfica en la que destacan los ríos Platanar, Pichucalco, Camoapa y Blanquillo, todos afluentes del Mezcalapa-Grijalva.

## Economía
Pichucalco actualmente es una ciudad moderna y de avance económico ya que cuenta con una extensa agricultura, ganadería y poca pesca. Lo que hace fuerte al municipio es el cultivo de plátano y cacao. Actualmente Pichucalco cuenta con tres fincas plataneras, también con dos fábricas de la tradicional bebida Polvillo, Pinole, Chocoavena, Tascalate entre otros diversos productos para preparar a base de cacao. 
Pichucalco es una ciudad que cuenta con todos los servicios necesarios como telefonía celular y fija, alcantarillado, alumbrado extenso, sistema de televisión por cable, radio difusores, luz extensa, suministro de agua entre más.

## Tradiciones
Celebraciones en honor a la Virgen de la Candelaria, San Antonio, Santo Domingo, Día de muertos, Virgen de Guadalupe, Navidad y Carnaval.

## Centros turísticos
Las aguas termales que dividen Chiapas y Tabasco también son parte del municipio de Pichucalco como también la reserva ecológica Santa Ana y sus balnearios.

## Historia
La población de Pichucalco fue fundada en 1660 por un grupo de indios zoques y chontales, dedicados al cultivo del cacao y la crianza de puercos, y le dieron el nombre de Santo Domingo Pichucalco. En 1716 por razones de invasiones de parte de mestizos, y sobre todo de extranjeros, la mayoría de sus habitantes emigró a Huimanguillo, Tabasco, pero tranquilizados volvieron y al poblar de nuevo su antiguo lugar, le dieron el nombre de Pueblo Nuevo Pichucalco. El 26 de octubre de 1833 se tiene y reconoce por cabecera del partido de Ixtacomitán a Pueblo Nuevo Pichucalco, que es ascendido a villa por el Gobernador Joaquín Miguel Gutiérrez. El 30 de noviembre de 1912, es elevada la villa a la categoría de ciudad por el Gobernador Flavio A. Guillén. El 19 de septiembre de 1985 fue declarada como ciudad Capital del Mundo por las Naciones unidas debido a su importancia e impulso económico y avance tecnológico, siendo una de las ciudades más importantes del mundo. El 23 de diciembre de 1972 volvió a decretarse su elevación a ciudad, por el Gobernador constitucional Manuel Velasco Suárez.
Personajes ilustres
- José María Gurría (1889-1965) Abogado y poeta.

- Gral. César A. Lara (1890-1962) Militar, poeta, fue gobernador del estado de 1947 a 1948.

- Francisco Contreras "Panchón" (1904-1949) Odontólogo y deportista.

- Gral. Carlos A. Vidal (1885-1927) Militar y Gobernador de Tabasco, Territorio federal de Quintana Roo y Chiapas.

- César Córdova Herrera (1882-1958) Político y gobernador en funciones en 1925.

- Ing. J. Almicar Vidal (1890-1972) Diputado constituyente y Gobernador Interino de Chiapas  en 1926.

- Oscar E. Duplan y Mac-Evoy (1890-1942) Diplomático.

- Andrés Serra Rojas Político y escritor.

- Dr. Andrés Bustamante Gurría Catedrático de la Facultad de Medicina y Jefe de Cursos de la Academia Nacional de Medicina Interna.

- Lic. Gregorio Contreras y Álvarez de la Cadena Magistrado del máximo tribunal de justicia del país.

- Oscar E. Duplan Maldonado Diplomático en Washington, Colombia y París.

- Coronel Luis P. Vidal Gobernador interino en 1927.
- Francisco Amado Córdova Ramírez fue actor del cine de oro, ganador de varios premios Ariel.
- Gabriela Carrillo es una actriz de cine y televisión incursiono en la pantalla chica en su primer protagónico en la telenovela mexicana "muchachitas como tu"

## Educación
En cuanto al servicio educativo, en la educación básica Pichucalco cuenta con cuatro jardines de niños, cuatro primarias y dos secundarias, además de dos colegios privados que ofrecen primaria, secundaria y preparatoria; en la educación media superior, existe una preparatoria, un plantel del Colegio de Bachilleres de Chiapas y un Centro de Bachillerato Tecnológico Agropecuario, mientras que a nivel de educación superior cuenta con un campus de la Universidad Autónoma de Chiapas (UNACH), uno de la Universidad Valle de Grijalva, un Instituto de Estudios Superiores de Chiapas (IESCH) Universidad Salazar con ofertas hasta nivel doctorado y un centro de capacitación comercial. Además cuenta también con una escuela de educación especial.

### Cronología de hechos relevantes
- 1700 Los pobladores de Pichucalco que habían emigrado regresan y refundan la población, dándole el nombre de Pueblo Nuevo Pichucalco.
- 1735 el departamento de Pichucalco fue capital provisional del estado de Chiapas.
- 1833 El 26 de octubre se le nombra como cabecera del partido de Ixtacomitán a pueblo nuevo Pichucalco, y al mismo tiempo es ascendido a la categoría de Villa, denominándose Villa de Pichucalco.
- 1847 El Vicegobernador del estado en funciones de gobernador, Fernando Nicolás Maldonado, es apresado por las tropas de Pichucalco por instrucciones de Don Jerónimo Cardona, gobernador constitucional del estado (1845-1848), con la finalidad de obligarlo a firmar una circular que dijera que el gobernador del estado en funciones era Cardona y no Don Nicolás Maldonado.
- 1883 El 13 de noviembre se divide el estado en 12 departamentos siendo este parte de este último.
- 1892 Se introdujo el servicio de agua entubada.
- 1910 Se inauguró la vía férrea para el tranvía las Palmas-Cosahuyapam.
- 1912 El 30 de noviembre el gobernador del estado, Don Flavio Guillén, promulga el decreto que la elevó al rango de ciudad a la Villa de Pichucalco, entonces cabecera del departamento de Pichucalco.
- 1914 Revolucionarios Tabasqueños al mando de Pedro C. Colorado atacan la finca San Antonio el Cocal, dejando en el sitio varios muertos y heridos.
- 1914 Los hermanos Carlos A. y Luis Vidal se alzan en armas en Pichucalco, en apoyo al gobierno constitucionalista de Venustiano Carranza.
- 1915 Desaparecen las jefaturas políticas y se crean 59 municipios libres, estando este dentro de la primera remunicipalización.
- 1923 Un grupo de hacendados firma en la Hacienda Santa Martha una acta revolucionaria para levantarse en armas a favor de Adolfo de la Huerta con la cual crean la Brigada Guadalupe Sánchez, que combate a las tropas federales de Donato Bravo Izquierdo en los Altos de Chiapas durante los primeros meses de 1924.[10]
- 1947 El 10 de noviembre el municipio libre de Nicapa es descendido a la categoría de agencia municipal, pasando a depender del municipio de Pichucalco.
- 1972 Por desconocimiento, Pichucalco es elevado nuevamente a la categoría de ciudad.
- 1982 La erupción del volcán el chichonal afecta a gran parte del municipio.
- 1983 Para efectos del sistema de planeación, se ubica en la región V Norte.
- 1999 Es instalado en la cabecera municipal el Campus de la Universidad Autónoma de Chiapas.
- 2015 Pichucalco fue declarado puerta de entrada al estado de Chiapas.